# Гидроприбор
«МПО — Гидроприбор» — одно из старейших в России предприятий-разработчиков вооружения для Военно-морского флота, расположенное в Санкт-Петербурге. Руководитель — Патрушев Владимир Викторович, племянник Николая Патрушева.
Из-за вторжения России на Украину, предприятие находится под международными санкциями всех стран Евросоюза, США и ряда других стран.

## История
Отсчитывает свою историю от Центральной научно-технической лаборатории Военного ведомства, основанной 26 августа 1914 года. Непосредственные предшественники в советский период — Остехбюро, ЦКБ-36, ЦКБ-39, ЦКБ-145, НИИ-400, — занятые разработкой минного, противоминного и торпедного вооружения, самоходных или буксируемых подводных телеуправляемых аппаратов.
11 февраля 1944 года во исполнение постановления Государственного комитета обороны СССР № 4133сс от 15.09.1943 г. Народный комиссариат судостроительной промышленности СССР издал приказ № 054 об организации в Ленинграде на инфраструктуре бывшего завода № 231 и базы катеров ЦКБ-36 Научно-исследовательского минно-торпедно-трального института № 400 (НИИ-400) НКСП. Главными задачами Института стали создание качественно новых и модернизация серийных образцов торпедного, минного и противоминного оружия.
В 1948 году в г. Ломоносове был создан специализированный филиал Института для разработки торпед с тепловыми двигателями.
В 1950-е годы институт превращается в многопрофильную организацию с развитой лабораторно-стендовой базой, собственным флотом опытовых кораблей и сильным опытным производством.
В 1966 году за успехи в деле создания оружия для ВМФ Институт был награждён орденом Трудового Красного Знамени. В том же году НИИ-400 переименован в НИИ «Гидроприбор». В июле 1969 года НИИ «Гидроприбор» преобразован в Центральный научно-исследовательский институт «Гидроприбор» с включением в его состав ЦКБ-145. В связи с ростом и расширением институт превращается в головное предприятие отрасли. В 1972 году создан филиал в г. Уральске, в 1974 — филиал «Касатка» (Гагры). Функционируют специализированные отделы института в г. Каспийске (Дагестан), Петропавловске (Казахстан), Феодосии (Крым) и Пржевальске (Киргизия).
В 1973 году институт становится головной организацией НПО «Уран», в которое также вошли завод «Двигатель» и филиалы института (первый генеральный директор - Радий Васильевич Исаков).
В 1982 году за большие заслуги в создании новой техники НПО «Уран» было награждено орденом Октябрьской Революции.
В 1991 году НПО «Уран» прекратило своё существование. ЦНИИ «Гидроприбор», завод «Двигатель» и филиал в Ломоносове, получивший название НИИ морской теплотехники, стали самостоятельными государственными предприятиями. Остальные филиалы и отделы института и значительная часть производственной базы отрасли оказались в сопредельных России государствах.
В 1994 году институту присвоен статус Государственного научного центра, которым он владеет до настоящего времени.
В соответствии с Указом Президента РФ от 03.02.2004 г. № 133 ФГУП «ЦНИИ "Гидроприбор"» преобразован в АО «Концерн "Морское подводное оружие — Гидроприбор"» со стопроцентной собственностью государства. Концерн является головным обществом интегрированной структуры, в которую входят АО «НИИ мортеплотехники» (г. Ломоносов), АО «Завод "Дагдизель"» (г. Каспийск), АО «Электротяга» (Санкт-Петербург) и АО «Верхнеуфалейский завод "Уралэлемент"».
С 2015 года входит в АО Корпорация «Тактическое ракетное вооружение». В 2019 г. произошло объединение Концерна и завода «Двигатель».
За весь период деятельности было разработано и передано флоту более 180 образцов торпедного, минного, противоминного оружия, приборов гидроакустического противодействия и другой специальной техники (в том числе около 70 образцов и модификаций торпед, 48 образцов и модификаций мин и минных комплексов), отдельные из которых в течение многих лет не имели, а некоторые и до настоящего времени не имеют зарубежных аналогов.
Около 95 % образцов состоящего сегодня на вооружении ВМФ России морского подводного оружия были разработаны Концерном или при его непосредственном участии. Работы по 19 образцам были удостоены Ленинской, Государственной премий и премии Правительства РФ. Более 1800 сотрудников награждены орденами и медалями.
За время существования предприятий Концерна получено более 5000 патентов и авторских свидетельств. Подготовлено 40 докторов и около 300 кандидатов наук.

## Наименования
- 1943 — НИИ-400;
- 1966 — НИИ «Гидроприбор»;
- 1969 — ЦНИИ «Гидроприбор»;
- 1972 — НПО «Уран»;
- 2004 — ОАО «Концерн "Морское подводное оружие — Гидроприбор"»[5].

## Продукция
- Торпеда ТЭ-2;
- Морские донные мины МДМ-1 мод. 1, МДМ-2 мод. 1, МДМ-3 мод. 1;
- Противоминное оружие;
- Средства гидроакустического противодействия;
- Необитаемые подводные аппараты;
- Продукция гражданского направления.

## Предприятия
По состоянию на 2021 год в состав Концерна входят:
- ОАО «Уралэлемент»;
- АО «НИИ мортеплотехники»;
- ОАО «Завод "Дагдизель"»;
- ОАО «Электротяга».

## Примечание
1. ↑  Народ ракетоносец. Проект. 8 августа 2018. Архивировано 17 сентября 2018. Дата обращения: 17 сентября 2018.
2. ↑  США вводят санкции в отношении 48 крупных компаний российского ВПК - ТАСС. TACC. Дата обращения: 12 января 2023. Архивировано 12 января 2023 года.
3. ↑  АКЦИОНЕРНОЕ ОБЩЕСТВО "КОНЦЕРН "МОРСКОЕ ПОДВОДНОЕ ОРУЖИЕ - ГИДРОПРИБОР". Война и санкции. Дата обращения: 12 января 2023. Архивировано 12 января 2023 года.
4. 1 2  Предприятия № 101—150. Оборонпром. Oboron-prom.ru. Дата обращения: 28 июня 2022. Архивировано 28 июня 2022 года.
5. ↑  НИИ "Гидроприбор" - ОАО Морское подводное оружие, НИИ. // Citywalls, архитектурный сайт Санкт-Петербурга. Дата обращения: 22 ноября 2014. Архивировано 29 ноября 2014 года.

## Ссылка
- Официальный сайт ЦНИИ Гидроприбор.